# 神戸市立大原中学校
神戸市立大原中学校（こうべしりつおおはらちゅうがっこう）は、兵庫県神戸市北区にある公立中学校。

## 沿革
- 1989年4月1日 - 神戸市立桜の宮中学校・神戸市立山田中学校の一部から分離し、開校。
- 1995年1月17日 - 阪神・淡路大震災により、21日まで休校。

## 部活動

### 運動部
- 野球部
- 陸上競技部
- バスケットボール部
- 剣道部
- 女子ソフトテニス部
- 女子バレーボール部
- サッカー部（2025年度より新入生の受け入れ停止）
- 男子卓球部（2025年度より新入生の受け入れ停止）
- 男子バレーボール部（2025年度より新入生の受け入れ停止）

### 文化部
- 吹奏楽部
- 美術部
- ESS部（2025年度より新入生の受け入れ停止）
- 放送部（2025年度より新入生の受け入れ停止）

## 校区
- 神戸市立泉台小学校
- 神戸市立桂木小学校
- 神戸市立甲緑小学校 （甲栄台を除く。）

## 制服
- 男子　
  - 冬服は学ラン、カッターシャツ、セーター、スラックス、ウィンドブレーカーである。
  - 夏服はカッターシャツ、スラックスである。
- 女子　
  - 冬服はブレザー、ベスト、カッターシャツ、セーター、吊りスカートである。
  - 夏服はカッターシャツ、吊りスカートである。
  - 女子用スラックスを選択することも可能である。

## 交通アクセス
- 三ノ宮駅・地下鉄三宮駅から市営バス64系統 約40分 大原1丁目下車すぐ
- 神戸電鉄北鈴蘭台駅 徒歩15分
- 神戸電鉄山の街駅 徒歩15分

## 通学区域が隣接している学校
- 神戸市立鈴蘭台中学校
- 神戸市立小部中学校
- 神戸市立桜の宮中学校
- 神戸市立広陵中学校
- 神戸市立山田中学校